# Hannah Lessing
Hannah Miriam Lessing (ur. 26 kwietnia 1963 w Wiedniu) – austriacka ekonomistka, działaczka na rzecz upamiętnienia Holocaustu. Córka Ericha Lessinga – fotografika.
Będąc nastolatką wystąpiła w amerykańskim serialu „Holocaust”. Od 1981 do 1988 studiowała na Uniwersytecie Ekonomicznym w Wiedniu. Od 1990 do 1995 była dyrektorem wykonawczym w jednym z banków austriackich. W 1995 została sekretarzem generalnym Narodowego Funduszu Republiki Austriackiej na rzecz Ofiar Narodowego Socjalizmu. Kierowała również austriackim oddziałem International Holocaust Remembrance Alliance i była sekretarzem generalnym General Settlement Fund for Victims of National Socialism oraz Lagergemeinschaft Auschwitz. Była główną twórczynią austriackiej wystawy w dawnym KL Auschwitz. Mieszka z partnerem w Wiedniu.
W 2021 odznaczona Krzyżem Kawalerskim Orderu Zasługi Rzeczypospolitej Polskiej.